# Соловов, Александр Петрович (спортсмен)
Александр Петрович Соловов (22 ноября 1911 — 1985) — советский борец классического стиля, чемпион и призёр чемпионатов СССР и мира, Заслуженный мастер спорта СССР (1945), Заслуженный тренер СССР (1956).

## Биография
Увлёкся борьбой в 1929 году. В 1940 году выполнил норматив мастера спорта СССР. Участвовал в десяти чемпионатах СССР (1936—1950).
Окончил заочное отделение ГЦОЛИФК (1953).

## Спортивные результаты
- Чемпионат СССР по классической борьбе 1936 года — ;
- Чемпионат СССР по классической борьбе 1939 года — ;
- Чемпионат СССР по классической борьбе 1944 года — ;
- Чемпионат СССР по классической борьбе 1945 года — ;
- Чемпионат СССР по классической борьбе 1946 года — ;
- Чемпионат СССР по классической борьбе 1947 года — ;
- Чемпионат СССР по классической борьбе 1949 года — ;